# Освајачи олимпијских медаља у кануу двоклеку, 500 m
Кану двоклек 1.000 м или Ц-2 1.000 м је једна од дисциплина олимпијског спорта, Кајак и кану на мирним водама који се налази у програму од Олимпијских игара у Берлину 1936. године. Дисциплина Ц-2 1.000 м је уврштена у програм Олимпијских игара у Монтреалу 1976. Ова дисциплина као уосталом и све дисциплине у кануу одржавају се само у мушкој конкуренцији.
У табели која следи приказани су освајачи олимпијских медаља у овој дисциплини.
| Олимпијске игре   | Злато                                                    | Злато    | Сребро                                         | Сребро   | Бронза                                           | Бронза   |
| ----------------- | -------------------------------------------------------- | -------- | ---------------------------------------------- | -------- | ------------------------------------------------ | -------- |
| Монтреал 1976.    | Срегеј Петренко · Александр Вуноградов · Совјетски Савез | 1:45,81  | Анджеј Гроновић · Јежи Опара · Пољска          | 1:47,77  | Тамаш Будаи · Оскар Фреј · Мађарска              | 1:48,35  |
| Москва 1980.      | Ласло Фолтан · Иштван Васкути · Мађарска                 | 1:43,39  | Иван Пацаикин · Петре Капуста · Румунија       | 1:44,12  | Борислав Ананијев · Николај Илков · Бугарска     | 1:44,83  |
| Лос Анђелес 1984. | Матија Љубек · Мирко Нишовић · СФРЈ                      | 1:43,67  | Иван Пацаикин · Тома Симонов · Румунија        | 1:45,68  | Енрике Мигез · Нарсиско Суарез · Шпанија         | 1:47,71  |
| Сеул 1988.        | Виктор Ренејски · Николае Јуравшчи · Совјетски Савез     | 1:41,77  | Марек Допиерала · Марек Лбик · Пољска          | 1:43,61  | Филип Рено · Жоел Бетен · Француска              | 1:43,81  |
| Барселона 1992.   | Дмитри Довгаљонок · Александр Масеиков · Уједињени тим   | 1:41,54  | Улрих Папке · Инго Спели · Немачка             | 1:41,68  | Мартин Мартинов · Благовест Стојанов · Бугарска  | 1:41,94  |
| Атланта 1996.     | Ђерђ Колонич · Чаба Хорват · Мађарска                    | 1:40,420 | Виктор Ренејски · Николае Јуравеши · Молдавија | 1:40,456 | Григор Обрежа · Георг Андријев · Румунија        | 1:41,336 |
| Сиднеј 2000.      | Ференц Новак · Имре Пулаи · Мађарска                     | 1:51,284 | Данијел Једрашко · Павел Барашкијевич · Пољска | 1:51,536 | Митика Прикоп · Флоријан Попеску · Румунија      | 1:54,260 |
| Атина 2004.       | Менг Гуналијанг · Јанг Венђин · Кина                     | 1:40,278 | Ибраим Рохас · Ледис Балсеиро · Куба           | 1:40,350 | Александр Костоглод · Александр Ковалев · Русија | 1:40,442 |
| Пекинг 2008.      |                                                          |          |                                                |          |                                                  |          |

## Биланс медаља
|     | Држава          | Злато | Сребро | Бронза | Укупно |
| 1.  | Мађарска        | 3     | -      | 1      | 4      |
| 2.  | Совјетски Савез | 2     | -      | -      | 2      |
| 3.  | Кина            | 1     | -      | -      | 1      |
|     | СФРЈ            | 1     | -      | -      | 1      |
|     | Уједињени тим   | 1     | -      | -      | 1      |
| 6.  | Пољска          | -     | 3      | -      | 3      |
| 7.  | Румунија        | -     | 2      | 2      | 4      |
| 8   | Немачка         | -     | 1      | -      | 1      |
|     | Молдавија       | -     | 1      | -      | 1      |
|     | Куба            | -     | 1      | -      | 1      |
| 11. | Бугарска        | -     | -      | 2      | 2      |
| 12  | Шпанија         | -     | -      | 1      | 1      |
|     | Француска       | -     | -      | 1      | 1      |
|     | Русија          | -     | -      | 1      | 1      |
|     | Укупно (14)     | 8     | 8      | 8      | 24     |